# Lajuk (Gondang Wetan)
Lajuk is een bestuurslaag in het regentschap Pasuruan van de provincie Oost-Java, Indonesië. Lajuk telt 1313 inwoners (volkstelling 2010).